# Nicolò Arrighetti
Nicolò Arrighetti (Florença, 17 de março de 1709 — 31 de janeiro de 1767) foi um professor de filosofia natural italiano.
Em 21 de outubro de 1724 tornou-se membro da Companhia de Jesus. Lecionou filosofia natural em Spoleto, Prato e Siena.
Dentre suas obras que restaram estão tratados sobre teorias da luz, calor, eletricidade e sobre as causas do movimento do mercúrio em barômetros.